# Alejandro Sanz/Diskografie
Diese Diskografie ist eine Übersicht über die musikalischen Werke des spanischen Popmusikers Alejandro Sanz. Den Schallplattenauszeichnungen zufolge hat er bisher mehr als 19,5 Millionen Tonträger verkauft, davon alleine in seiner Heimat mehr als 10,5 Millionen. Seine erfolgreichste Veröffentlichung ist das Album Más mit über 3,8 Millionen verkauften Einheiten.

## Alben

### Studioalben
| Jahr                | Titel Musiklabel                                 | Höchstplatzierung, Gesamtwochen, AuszeichnungChartplatzierungen (Jahr, Titel, Musiklabel, Platzierungen, Wochen, Auszeichnungen, Anmerkungen) | Höchstplatzierung, Gesamtwochen, AuszeichnungChartplatzierungen (Jahr, Titel, Musiklabel, Platzierungen, Wochen, Auszeichnungen, Anmerkungen) | Höchstplatzierung, Gesamtwochen, AuszeichnungChartplatzierungen (Jahr, Titel, Musiklabel, Platzierungen, Wochen, Auszeichnungen, Anmerkungen) | Höchstplatzierung, Gesamtwochen, AuszeichnungChartplatzierungen (Jahr, Titel, Musiklabel, Platzierungen, Wochen, Auszeichnungen, Anmerkungen) | Anmerkungen                                                    |
| Jahr                | Titel Musiklabel                                 | ES | CH | US | Latin | Anmerkungen                                                    |
| ------------------- | ------------------------------------------------ | --- | --- | --- | --- | -------------------------------------------------------------- |
| als Alejandro Magno |                                                  | | | | |                                                                |
|                     |                                                  | | | | |                                                                |
| 1989                | Los chulos son pa’ cuidarlos Hispavox (Hispavox) | — | — | — | — | Erstveröffentlichung: 1989                                     |
| als Alejandro Sanz  |                                                  | | | | |                                                                |
|                     |                                                  | | | | |                                                                |
| 1991                | Viviendo deprisa WEA (WMG)                       | ES2 ×9Neunfachplatin · (57 Wo.)ES | — | — | — | Erstveröffentlichung: Mai 1991 Verkäufe: + 930.000             |
| 1993                | Si tú me miras WEA (WMG)                         | ES2 ×5Fünffachplatin · (30 Wo.)ES | — | — | — | Erstveröffentlichung: 17. August 1993 Verkäufe: + 560.000      |
| 1995                | 3 WEA (WMG)                                      | ES1 ×8Achtfachplatin · (57 Wo.)ES | — | — | — | Erstveröffentlichung: 13. Juni 1995 Verkäufe: + 980.000        |
| 1997                | Más WEA (WMG)                                    | ES1 ×2222-fach-Platin · (148 Wo.)ES | — | US— GoldUS | Latin5 ×6Sechsfachplatin · (74 Wo.)Latin | Erstveröffentlichung: 9. September 1997 Verkäufe: + 3.850.000  |
| 2000                | El alma al aire WEA (WMG)                        | ES1 ×1313-fach-Platin · (55 Wo.)ES | CH71 (4 Wo.)CH | US148 (2 Wo.)US | Latin3 ×2Doppelplatin · (38 Wo.)Latin | Erstveröffentlichung: 26. September 2000 Verkäufe: + 1.915.000 |
| 2003                | No es lo mismo WEA (WMG)                         | ES1 ×8Achtfachplatin · (66 Wo.)ES | — | US128 (3 Wo.)US | Latin2 Platin · (29 Wo.)Latin | Erstveröffentlichung: 2. September 2003 Verkäufe: + 1.180.000  |
| 2006                | El tren de los momentos WEA (WMG)                | ES1 ×4Vierfachplatin · (54 Wo.)ES | — | US66 (2 Wo.)US | Latin3 Platin · (25 Wo.)Latin | Erstveröffentlichung: 7. November 2006 Verkäufe: + 570.000     |
| 2009                | Paraíso Express WEA (WMG)                        | ES1 ×3Dreifachplatin · (76 Wo.)ES | — | US84 (1 Wo.)US | Latin1 (20 Wo.)Latin | Erstveröffentlichung: 10. November 2009 Verkäufe: + 240.000    |
| 2012                | La música no se toca Universal Music (UMG)       | ES1 ×5Fünffachplatin · (77 Wo.)ES | — | US26 (4 Wo.)US | Latin1 Gold · (51 Wo.)Latin | Erstveröffentlichung: 25. November 2012 Verkäufe: + 373.000    |
| 2015                | Sirope Universal Music (UMG)                     | ES1 ×5Fünffachplatin · (102 Wo.)ES | — | US83 (1 Wo.)US | Latin1 (14 Wo.)Latin | Erstveröffentlichung: 4. Mai 2015 Verkäufe: + 326.000          |
| 2019                | #ElDisco Universal Music (UMG)                   | ES1 ×3Dreifachplatin · (101 Wo.)ES | — | — | Latin36 (2 Wo.)Latin | Erstveröffentlichung: 4. April 2019 Verkäufe: + 218.000        |
| 2021                | Sanz Universal Music (UMG)                       | ES1 Platin · (40 Wo.)ES | — | — | — | Erstveröffentlichung: 10. Dezember 2021 Verkäufe: + 40.000     |

grau schraffiert: keine Chartdaten aus diesem Jahr verfügbar

### Livealben
| Jahr | Titel Musiklabel                                               | Höchstplatzierung, Gesamtwochen, AuszeichnungChartplatzierungen (Jahr, Titel, Musiklabel, Platzierungen, Wochen, Auszeichnungen, Anmerkungen) | Höchstplatzierung, Gesamtwochen, AuszeichnungChartplatzierungen (Jahr, Titel, Musiklabel, Platzierungen, Wochen, Auszeichnungen, Anmerkungen) | Höchstplatzierung, Gesamtwochen, AuszeichnungChartplatzierungen (Jahr, Titel, Musiklabel, Platzierungen, Wochen, Auszeichnungen, Anmerkungen) | Höchstplatzierung, Gesamtwochen, AuszeichnungChartplatzierungen (Jahr, Titel, Musiklabel, Platzierungen, Wochen, Auszeichnungen, Anmerkungen) | Anmerkungen                                                   |
| Jahr | Titel Musiklabel                                               | ES | CH | US | Latin | Anmerkungen                                                   |
| ---- | -------------------------------------------------------------- | --- | --- | --- | --- | ------------------------------------------------------------- |
| 1994 | Básico WEA (WMG)                                               | ES27 ×5Fünffachplatin · (5 Wo.)ES | — | — | — | Erstveröffentlichung: 22. November 1994 Verkäufe: + 560.000   |
| 2001 | MTV Unplugged WEA (WMG)                                        | ES1 ×5Fünffachplatin · (32 Wo.)ES | — | — | Latin1 ×2Doppelplatin · (55 Wo.)Latin | Erstveröffentlichung: 19. November 2001 Verkäufe: + 1.050.000 |
| 2007 | El tren de los momentos – En vivo desde Buenos Aires WEA (WMG) | ES17 (6 Wo.)ES | — | — | — | Erstveröffentlichung: 30. Oktober 2007                        |
| 2010 | Canciones para un paraíso – En vivo WEA (WMG)                  | ES14 (16 Wo.)ES | — | — | — | Erstveröffentlichung: 5. Juli 2010                            |
| 2013 | La música no se toca en vivo Universal Music (UMG)             | ES3 Platin · (41 Wo.)ES | — | — | Latin9 (10 Wo.)Latin | Erstveröffentlichung: 11. November 2013 Verkäufe: + 40.000    |
| 2015 | Sirope Vivo Universal Music (UMG)                              | — | — | — | Latin8 (2 Wo.)Latin | Erstveröffentlichung: 26. November 2015                       |
| 2017 | + Es + El concierto Universal Music (UMG)                      | ES1 ×2Doppelplatin · (62 Wo.)ES | — | — | Latin7 (5 Wo.)Latin | Erstveröffentlichung: 24. Juni 2017 Verkäufe: + 80.000        |

grau schraffiert: keine Chartdaten aus diesem Jahr verfügbar

### Kompilationen
| Jahr | Titel Musiklabel                                       | Höchstplatzierung, Gesamtwochen, AuszeichnungChartplatzierungen (Jahr, Titel, Musiklabel, Platzierungen, Wochen, Auszeichnungen, Anmerkungen) | Höchstplatzierung, Gesamtwochen, AuszeichnungChartplatzierungen (Jahr, Titel, Musiklabel, Platzierungen, Wochen, Auszeichnungen, Anmerkungen) | Höchstplatzierung, Gesamtwochen, AuszeichnungChartplatzierungen (Jahr, Titel, Musiklabel, Platzierungen, Wochen, Auszeichnungen, Anmerkungen) | Höchstplatzierung, Gesamtwochen, AuszeichnungChartplatzierungen (Jahr, Titel, Musiklabel, Platzierungen, Wochen, Auszeichnungen, Anmerkungen) | Anmerkungen                                                 |
| Jahr | Titel Musiklabel                                       | ES | CH | US | Latin | Anmerkungen                                                 |
| ---- | ------------------------------------------------------ | --- | --- | --- | --- | ----------------------------------------------------------- |
| 2004 | Grandes éxitos 91-96 WEA (WMG)                         | — | — | — | — | Erstveröffentlichung: 11. November 2004 Verkäufe: + 50.000  |
| 2004 | Grandes éxitos 97-04 WEA (WMG)                         | ES1 ×3Dreifachplatin · (50 Wo.)ES | — | — | Latin18 (8 Wo.)Latin | Erstveröffentlichung: 16. November 2004 Verkäufe: + 320.000 |
| 2011 | Colección definitiva WEA (WMG)                         | ES7 Gold · (82 Wo.)ES | — | — | Latin70 (1 Wo.)Latin | Erstveröffentlichung: 16. November 2011 Verkäufe: + 50.000  |
| 2020 | El alma al aire (20 aniversario) Universal Music (UMG) | ES68 (2 Wo.)ES | — | — | — | Erstveröffentlichung: 27. November 2020                     |

grau schraffiert: keine Chartdaten aus diesem Jahr verfügbar

### EPs
| Jahr | Titel Musiklabel                | Höchstplatzierung, Gesamtwochen, AuszeichnungChartplatzierungen (Jahr, Titel, Musiklabel, Platzierungen, Wochen, Auszeichnungen, Anmerkungen) | Höchstplatzierung, Gesamtwochen, AuszeichnungChartplatzierungen (Jahr, Titel, Musiklabel, Platzierungen, Wochen, Auszeichnungen, Anmerkungen) | Höchstplatzierung, Gesamtwochen, AuszeichnungChartplatzierungen (Jahr, Titel, Musiklabel, Platzierungen, Wochen, Auszeichnungen, Anmerkungen) | Höchstplatzierung, Gesamtwochen, AuszeichnungChartplatzierungen (Jahr, Titel, Musiklabel, Platzierungen, Wochen, Auszeichnungen, Anmerkungen) | Anmerkungen                        |
| Jahr | Titel Musiklabel                | ES | CH | US | Latin | Anmerkungen                        |
| ---- | ------------------------------- | --- | --- | --- | --- | ---------------------------------- |
| 2025 | ¿Y ahora qué? Sony Music (Sony) | ES19 (… Wo.)ES | — | — | — | Erstveröffentlichung: 23. Mai 2025 |

## Singles

### Als Leadmusiker
| Jahr | Titel Album                                        | Höchstplatzierung, Gesamtwochen, AuszeichnungChartplatzierungen (Jahr, Titel, Album, Platzierungen, Wochen, Auszeichnungen, Anmerkungen) | Höchstplatzierung, Gesamtwochen, AuszeichnungChartplatzierungen (Jahr, Titel, Album, Platzierungen, Wochen, Auszeichnungen, Anmerkungen) | Höchstplatzierung, Gesamtwochen, AuszeichnungChartplatzierungen (Jahr, Titel, Album, Platzierungen, Wochen, Auszeichnungen, Anmerkungen) | Höchstplatzierung, Gesamtwochen, AuszeichnungChartplatzierungen (Jahr, Titel, Album, Platzierungen, Wochen, Auszeichnungen, Anmerkungen) | Höchstplatzierung, Gesamtwochen, AuszeichnungChartplatzierungen (Jahr, Titel, Album, Platzierungen, Wochen, Auszeichnungen, Anmerkungen) | Höchstplatzierung, Gesamtwochen, AuszeichnungChartplatzierungen (Jahr, Titel, Album, Platzierungen, Wochen, Auszeichnungen, Anmerkungen) | Anmerkungen                                                                        |
| Jahr | Titel Album                                        | ES | DE | AT | CH | US | Latin | Anmerkungen                                                                        |
| --- | -------------------------------------------------- | --- | --- | --- | --- | --- | --- | ---------------------------------------------------------------------------------- |
| als Alejandro Magno |                                                    | | | | | | |                                                                                    |
| |                                                    | | | | | | |                                                                                    |
| 1989 | Los chulos son pa’ cuidarlos                       | — | — | — | — | — | — | Erstveröffentlichung: 1989                                                         |
| als Alejandro Sanz |                                                    | | | | | | |                                                                                    |
| |                                                    | | | | | | |                                                                                    |
| 1991 | Pisando Fuerte Viviendo deprisa                    | — | — | — | — | — | — | Erstveröffentlichung: 1991                                                         |
| 1991 | Los Dos Cogidos De La Mano Viviendo deprisa        | — | — | — | — | — | — | Erstveröffentlichung: 1991                                                         |
| 1991 | Lo que fui es lo que soy Viviendo deprisa          | — | — | — | — | — | — | Erstveröffentlichung: 1991                                                         |
| 1991 | Viviendo deprisa                                   | — | — | — | — | — | — | Erstveröffentlichung: 1991                                                         |
| 1993 | Cómo Te Echo De Menos Si tú me miras               | — | — | — | — | — | — | Erstveröffentlichung: 1993                                                         |
| 1993 | Si tú me miras                                     | — | — | — | — | — | — | Erstveröffentlichung: 1993                                                         |
| 1993 | Mi Primera Cancion Si tú me miras                  | — | — | — | — | — | — | Erstveröffentlichung: 1993                                                         |
| 1994 | Que No Te Daría Yo Básico                          | — | — | — | — | — | — | Erstveröffentlichung: 1994                                                         |
| 1995 | Mi Soledad y Yo 3                                  | — | — | — | — | — | — | Erstveröffentlichung: 1995                                                         |
| 1995 | Quiero Morir En Tu Veneno 3                        | — | — | — | — | — | — | Erstveröffentlichung: 1995                                                         |
| 1995 | La Fuerza Del Corazon 3                            | — | — | — | — | — | — | Erstveröffentlichung: 1995                                                         |
| 1995 | ¿Lo Ves? 3                                         | — | — | — | — | — | — | Erstveröffentlichung: 1995                                                         |
| 1997 | Y, Si Fuera Ella? Más                              | ES— PlatinES | — | — | — | — | Latin13 (8 Wo.)Latin | Erstveröffentlichung: 1997 Verkäufe: + 60.000                                      |
| 1998 | Corazón Partío Más                                 | ES1 ×4Vierfachplatin · (15 Wo.)ES | — | — | — | — | Latin3 (20 Wo.)Latin | Erstveröffentlichung: 1998 Verkäufe: + 240.000                                     |
| 1998 | Amiga Mia Más                                      | ES— ×2DoppelplatinES | — | — | — | — | Latin2 (10 Wo.)Latin | Erstveröffentlichung: 1998 Verkäufe: + 120.000                                     |
| 1998 | Aquello Que Me Diste Más                           | — | — | — | — | — | Latin9 (8 Wo.)Latin | Erstveröffentlichung: 1998                                                         |
| 1998 | Siempre Es De Noche Más                            | — | — | — | — | — | Latin40 (1 Wo.)Latin | Erstveröffentlichung: 1998                                                         |
| 2000 | Cuando Nadie Me Ve El alma al aire                 | ES— GoldES | — | — | — | — | Latin12 (11 Wo.)Latin | Erstveröffentlichung: 2000 Verkäufe: + 30.000                                      |
| 2000 | Quisiera ser El alma al aire                       | ES4 (10 Wo.)ES | — | — | — | — | Latin17 (16 Wo.)Latin | Erstveröffentlichung: 2000                                                         |
| 2001 | El alma al aire                                    | — | — | — | — | — | Latin40 (1 Wo.)Latin | Erstveröffentlichung: 2001                                                         |
| 2001 | Y Solo Se Me Ocurre Amarte MTV Unplugged           | — | — | — | — | — | Latin10 (14 Wo.)Latin | Erstveröffentlichung: 2001                                                         |
| 2002 | Aprendiz MTV Unplugged                             | — | — | — | — | — | Latin13 (11 Wo.)Latin | Erstveröffentlichung: 2002                                                         |
| 2002 | Toca Para Mi MTV Unplugged                         | — | — | — | — | — | Latin38 (7 Wo.)Latin | Erstveröffentlichung: 2002                                                         |
| 2003 | No es lo mismo                                     | — | — | — | — | — | Latin4 (17 Wo.)Latin | Erstveröffentlichung: 2003                                                         |
| 2003 | Regalame La Silla Donde Te Espere No es lo mismo   | — | — | — | — | — | Latin23 (8 Wo.)Latin | Erstveröffentlichung: 2003                                                         |
| 2004 | Eso No es lo mismo                                 | — | — | — | — | — | Latin25 (7 Wo.)Latin | Erstveröffentlichung: 2004                                                         |
| 2004 | Tu No Tienes Alma Grandes éxitos 97-04             | — | — | — | — | — | Latin18 (10 Wo.)Latin | Erstveröffentlichung: 2004                                                         |
| 2006 | A la primera persona El Tren de los Momentos       | — | — | — | — | US100 (1 Wo.)US | Latin1 (20 Wo.)Latin | Erstveröffentlichung: 2006                                                         |
| 2006 | Te Lo Agradezco, Pero No El Tren de los Momentos   | — | — | — | — | — | Latin1 (17 Wo.)Latin | Erstveröffentlichung: 30. Dezember 2006 Verkäufe: + 10.000; feat. Shakira          |
| 2009 | Looking for Paradise Paraíso Express               | ES1 Platin · (27 Wo.)ES | — | — | — | — | Latin1 (20 Wo.)Latin | Erstveröffentlichung: 22. September 2009 Verkäufe: + 40.000; feat. Alicia Keys     |
| 2009 | Desde cuando Paraíso Express                       | ES5 Platin · (28 Wo.)ES | — | — | — | — | Latin18 (17 Wo.)Latin | Erstveröffentlichung: 2009 Verkäufe: + 60.000                                      |
| 2010 | Nuestro amor será leyenda Paraíso Express          | ES11 (23 Wo.)ES | — | — | — | — | Latin25 (14 Wo.)Latin | Erstveröffentlichung: 2010                                                         |
| 2010 | Lola soledad Paraíso Express                       | ES31 (17 Wo.)ES | — | — | — | — | — | Erstveröffentlichung: 2010                                                         |
| 2011 | ¿Lo Ves? / Mientes –                               | — | — | — | — | — | — | Erstveröffentlichung: 16. Oktober 2011 mit Mario Domm                              |
| 2012 | No me compares La música no se toca                | ES1 Gold · (25 Wo.)ES | — | — | — | — | Latin1 (20 Wo.)Latin | Erstveröffentlichung: 25. Juni 2012 Verkäufe: + 520.000                            |
| 2012 | Se vende La música no se toca                      | ES3 (10 Wo.)ES | — | — | — | — | Latin23 (11 Wo.)Latin | Erstveröffentlichung: 17. September 2012                                           |
| 2012 | La música no se toca                               | ES42 (1 Wo.)ES | — | — | — | — | — | Erstveröffentlichung: 2012                                                         |
| 2012 | No M’Equiparis La música no se toca                | — | — | — | — | — | — | Erstveröffentlichung: 4. Dezember 2012                                             |
| 2013 | Mi marciana La música no se toca                   | ES10 Gold · (15 Wo.)ES | — | — | — | — | Latin32 (12 Wo.)Latin | Erstveröffentlichung: 22. Januar 2013 Verkäufe: + 30.000                           |
| 2013 | Camino de rosas La música no se toca               | ES18 (4 Wo.)ES | — | — | — | — | — | Erstveröffentlichung: 30. April 2013 Verkäufe: + 500.000                           |
| 2013 | This Game Is Over La música no se toca en vivo     | ES9 (2 Wo.)ES | — | — | — | — | — | Erstveröffentlichung: 24. September 2013 feat. Jamie Foxx / Emeli Sandé            |
| 2015 | Un zombie a la Intemperie Sirope                   | ES4 Platin · (27 Wo.)ES | — | — | — | — | Latin19 (15 Wo.)Latin | Erstveröffentlichung: 2. März 2015 Verkäufe: + 250.000                             |
| 2015 | A Que no me dejas Sirope                           | ES46 Platin · (21 Wo.)ES | — | — | — | — | Latin32 (9 Wo.)Latin | Erstveröffentlichung: 10. Juli 2015 Verkäufe: + 150.000; feat. Alejandro Fernandez |
| 2016 | Deja que te bese –                                 | ES6 ×3Dreifachplatin · (50 Wo.)ES | — | — | — | — | Latin21 (18 Wo.)Latin | Erstveröffentlichung: 15. Juli 2016 Verkäufe: + 193.000; feat. Marc Anthony        |
| 2018 | No tengo nada #ElDisco                             | ES19 Gold · (3 Wo.)ES | — | — | — | — | — | Erstveröffentlichung: 30. November 2018 Verkäufe: + 30.000                         |
| 2019 | Back in the City #ElDisco                          | ES20 Gold · (5 Wo.)ES | — | — | — | — | — | Erstveröffentlichung: 7. Februar 2019 Verkäufe: + 30.000; feat. Nicky Jam          |
| 2019 | Mi Persona Favorita #ElDisco                       | ES22 ×3Dreifachplatin · (24 Wo.)ES | — | — | — | — | Latin— GoldLatin | Erstveröffentlichung: 28. März 2019 Verkäufe: + 230.000; mit Camila Cabello        |
| 2019 | Contigo –                                          | — | — | — | — | — | — | Erstveröffentlichung: 13. Dezember 2019                                            |
| 2020 | #ElMundoFuera (Improvisación) –                    | — | — | — | — | — | — | Erstveröffentlichung: 21. März 2020                                                |
| 2020 | El Verano Que Vivimos El Verano Que Vivimos O.S.T. | — | — | — | — | — | — | Erstveröffentlichung: 17. September 2020                                           |
| 2021 | Mamá Africana –                                    | — | — | — | — | — | — | Erstveröffentlichung: 15. Februar 2021 mit Javier Limón                            |
| 2021 | Bio Sanz                                           | — | — | — | — | — | — | Erstveröffentlichung: 4. Oktober 2021                                              |
| 2021 | Mares de miel Sanz                                 | — | — | — | — | — | — | Erstveröffentlichung: 14. Oktober 2021                                             |
| 2022 | Iba Sanz                                           | — | — | — | — | — | — | Erstveröffentlichung: 10. März 2022                                                |
| 2022 | Yo no quiero suerte Sanz                           | — | — | — | — | — | — | Erstveröffentlichung: 27. April 2022                                               |
| 2023 | Correcaminos –                                     | — | — | — | — | — | — | Erstveröffentlichung: 23. März 2023 mit Danny Ocean                                |
| 2024 | Palmeras en el jardín ¿Y ahora qué?                | ES70 (1 Wo.)ES | — | — | — | — | — | Erstveröffentlichung: 25. Oktober 2024                                             |
| 2025 | Hoy no me siento bien ¿Y ahora qué?                | ES73 (1 Wo.)ES | — | — | — | — | — | Erstveröffentlichung: 24. Januar 2025 feat. Grupo Frontera                         |
| 2025 | Bésame ¿Y ahora qué?                               | ES66 (2 Wo.)ES | — | — | — | — | — | Erstveröffentlichung: 22. Mai 2025 feat. Shakira                                   |
| 2025 | Cómo sería ¿Y ahora qué?                           | — | — | — | — | — | — | Erstveröffentlichung: 22. Mai 2025 feat. Manuel Turizo                             |
| Folgende Lieder erschienen nicht als Single, wurden aber durch das Album zum Download und Streaming bereitgestellt und konnten somit eine Platzierung erlangen: |                                                    | | | | | | |                                                                                    |
| |                                                    | | | | | | |                                                                                    |
| 2015 | Capitán Tapón Sirope                               | ES51 (2 Wo.)ES | — | — | — | — | — |                                                                                    |
| 2015 | Pero tú Sirope                                     | ES54 (1 Wo.)ES | — | — | — | — | — |                                                                                    |
| 2015 | A mí no me importa Sirope                          | ES52 (2 Wo.)ES | — | — | — | — | — |                                                                                    |
| 2015 | Suena la pelota Sirope                             | ES73 (1 Wo.)ES | — | — | — | — | — | mit Juan Luis Guerra                                                               |
| 2015 | La guarida del calor Sirope                        | ES80 (1 Wo.)ES | — | — | — | — | — |                                                                                    |
| 2015 | Todo huele a ti Sirope                             | ES82 (1 Wo.)ES | — | — | — | — | — |                                                                                    |
| 2019 | Te Canto un Son #ElDisco                           | ES43 (2 Wo.)ES | — | — | — | — | — |                                                                                    |
| 2019 | El Trato #ElDisco                                  | ES76 (1 Wo.)ES | — | — | — | — | — | Videoauskopplung: 26. September 2019                                               |

grau schraffiert: keine Chartdaten aus diesem Jahr verfügbar

### Als Gastmusiker
| Jahr | Titel Album                                   | Höchstplatzierung, Gesamtwochen, AuszeichnungChartplatzierungen (Jahr, Titel, Album, Platzierungen, Wochen, Auszeichnungen, Anmerkungen) | Höchstplatzierung, Gesamtwochen, AuszeichnungChartplatzierungen (Jahr, Titel, Album, Platzierungen, Wochen, Auszeichnungen, Anmerkungen) | Höchstplatzierung, Gesamtwochen, AuszeichnungChartplatzierungen (Jahr, Titel, Album, Platzierungen, Wochen, Auszeichnungen, Anmerkungen) | Höchstplatzierung, Gesamtwochen, AuszeichnungChartplatzierungen (Jahr, Titel, Album, Platzierungen, Wochen, Auszeichnungen, Anmerkungen) | Höchstplatzierung, Gesamtwochen, AuszeichnungChartplatzierungen (Jahr, Titel, Album, Platzierungen, Wochen, Auszeichnungen, Anmerkungen) | Höchstplatzierung, Gesamtwochen, AuszeichnungChartplatzierungen (Jahr, Titel, Album, Platzierungen, Wochen, Auszeichnungen, Anmerkungen) | Anmerkungen                                                                                  |
| Jahr | Titel Album                                   | ES | DE | AT | CH | US | Latin | Anmerkungen                                                                                  |
| --- | --------------------------------------------- | --- | --- | --- | --- | --- | --- | -------------------------------------------------------------------------------------------- |
| 2005 | La Tortura Fijación Oral Vol. 1               | ES1 ×2Doppelplatin · (19 Wo.)ES | DE4 Gold · (24 Wo.)DE | AT3 Gold · (27 Wo.)AT | CH2 Gold · (37 Wo.)CH | US23 Platin (Mastertone) · (31 Wo.)US | Latin1 ×3×2Dreifachdiamant + Doppelplatin · (45 Wo.)Latin                                                                                | Erstveröffentlichung: 12. April 2005 Verkäufe: + 3.062.500; Shakira feat. Alejandro Sanz     |
| 2013 | Next to Me –                                  | ES47 (1 Wo.)ES | — | — | — | — | — | Erstveröffentlichung: 23. Juli 2013 Emeli Sandé feat. Alejandro Sanz                         |
| 2016 | No soy una de esas Un Besito Más              | ES84 Gold · (18 Wo.)ES | — | — | — | — | Latin22 (20 Wo.)Latin | Erstveröffentlichung: 30. November 2015 Verkäufe: + 20.000; Jesse & Joy feat. Alejandro Sanz |
| 2018 | Corazón Partío Ultimate Duets                 | — | — | — | — | — | — | Erstveröffentlichung: 11. August 2018 Arturo Sandoval feat. Alejandro Sanz                   |
| 2018 | Llueve alegría Oxígeno                        | ES80 (1 Wo.)ES | — | — | — | — | — | Erstveröffentlichung: 31. August 2018 Malú feat. Alejandro Sanz                              |
| 2020 | For Sale Cumbiana                             | — | — | — | — | — | Latin— PlatinLatin | Erstveröffentlichung: 19. Mai 2020 Verkäufe: + 60.000; Carlos Vives feat. Alejandro Sanz     |
| 2020 | Un beso en Madrid Tini Tini Tini              | ES49 Platin · (4 Wo.)ES | — | — | — | — | — | Erstveröffentlichung: 29. Oktober 2020 Verkäufe: + 60.000; Tini feat. Alejandro Sanz         |
| 2021 | Flaca Dios los cria                           | — | — | — | — | — | — | Erstveröffentlichung: 13. Mai 2021 Andrés Calamaro feat. Alejandro Sanz                      |
| 2021 | Lejos conmigo La Carta                        | ES— GoldES | — | — | — | — | — | Erstveröffentlichung: 20. August 2021 Verkäufe: + 30.000; Greeicy feat. Alejandro Sanz       |
| 2022 | Muero El Amor Que Merecemos                   | ES— GoldES | — | — | — | — | — | Erstveröffentlichung: 3. Mai 2022 Verkäufe: + 30.000; Kany García feat. Alejandro Sanz       |
| 2022 | Nasa De adentro pa afuera                     | ES57 Gold · (2 Wo.)ES | — | — | — | — | — | Erstveröffentlichung: 16. Juni 2022 Verkäufe: + 20.000; Camilo feat. Alejandro Sanz          |
| 2022 | Solo / Soy Battito infinito / Latido infinito | — | — | — | — | — | — | Erstveröffentlichung: 24. August 2022 Eros Ramazzotti feat. Alejandro Sanz                   |
| Folgende Lieder erschienen nicht als Single, wurden aber durch das Album zum Download und Streaming bereitgestellt und konnten somit eine Platzierung erlangen: |                                               | | | | | | |                                                                                              |
| |                                               | | | | | | |                                                                                              |
| 2018 | Déjala que baile Ahora                        | ES15 ×4Vierfachplatin · (53 Wo.)ES | — | — | — | — | — | Videoauskopplung: 17. Mai 2018 Verkäufe: + 190.000; Melendi feat. Alejandro Sanz & Arkano    |

## Videoalben
| Jahr | Titel Musiklabel                                     | Höchstplatzierung, Gesamtwochen, AuszeichnungChartplatzierungen (Jahr, Titel, Musiklabel, Platzierungen, Wochen, Auszeichnungen, Anmerkungen) | Höchstplatzierung, Gesamtwochen, AuszeichnungChartplatzierungen (Jahr, Titel, Musiklabel, Platzierungen, Wochen, Auszeichnungen, Anmerkungen) | Höchstplatzierung, Gesamtwochen, AuszeichnungChartplatzierungen (Jahr, Titel, Musiklabel, Platzierungen, Wochen, Auszeichnungen, Anmerkungen) | Höchstplatzierung, Gesamtwochen, AuszeichnungChartplatzierungen (Jahr, Titel, Musiklabel, Platzierungen, Wochen, Auszeichnungen, Anmerkungen) | Anmerkungen                                   |
| Jahr | Titel Musiklabel                                     | ES | CH | US | Latin | Anmerkungen                                   |
| ---- | ---------------------------------------------------- | --- | --- | --- | --- | --------------------------------------------- |
| 2001 | El alma al aire Live WEA (WMG)                       | ES— GoldES | — | — | — | Erstveröffentlichung: 2001 Verkäufe: + 10.000 |
| 2001 | MTV Unplugged WEA (WMG)                              | ES— GoldES | — | — | — | Erstveröffentlichung: 2001 Verkäufe: + 28.000 |
| 2004 | Los Videos 91_04 WEA (WMG)                           | ES1 Gold · (11 Wo.)ES | — | — | — | Erstveröffentlichung: 2004 Verkäufe: + 18.000 |
| 2004 | Los Conciertos WEA (WMG)                             | ES5 Gold · (6 Wo.)ES | — | — | — | Erstveröffentlichung: 2004 Verkäufe: + 10.000 |
| 2004 | Sanz en Conierto: Gira No Es lo Mismo 2004 WEA (WMG) | ES6 Gold · (8 Wo.)ES | — | — | — | Erstveröffentlichung: 2004 Verkäufe: + 10.000 |
| 2018 | Lo que fui es lo que soy Universal Music (UMG)       | ES— GoldES | — | — | — | Erstveröffentlichung: 2018 Verkäufe: + 10.000 |

grau schraffiert: keine Chartdaten aus diesem Jahr verfügbar

## Boxsets
| Jahr | Titel Musiklabel                         | Höchstplatzierung, Gesamtwochen, AuszeichnungChartplatzierungen (Jahr, Titel, Musiklabel, Platzierungen, Wochen, Auszeichnungen, Anmerkungen) | Höchstplatzierung, Gesamtwochen, AuszeichnungChartplatzierungen (Jahr, Titel, Musiklabel, Platzierungen, Wochen, Auszeichnungen, Anmerkungen) | Höchstplatzierung, Gesamtwochen, AuszeichnungChartplatzierungen (Jahr, Titel, Musiklabel, Platzierungen, Wochen, Auszeichnungen, Anmerkungen) | Höchstplatzierung, Gesamtwochen, AuszeichnungChartplatzierungen (Jahr, Titel, Musiklabel, Platzierungen, Wochen, Auszeichnungen, Anmerkungen) | Anmerkungen                                   |
| Jahr | Titel Musiklabel                         | ES | CH | US | Latin | Anmerkungen                                   |
| ---- | ---------------------------------------- | --- | --- | --- | --- | --------------------------------------------- |
| 1998 | Discografía Completa WEA (WMG)           | — | — | — | — | Erstveröffentlichung: 1998 Verkäufe: + 60.000 |
| 2001 | Lo Esencial de… Alejandro Sanz WEA (WMG) | — | — | — | — | Erstveröffentlichung: 20. November 2001       |
| 2012 | Álbumes de estudio – 1991–2009 WEA (WMG) | ES75 (3 Wo.)ES | — | — | — | Erstveröffentlichung: 27. November 2012       |
| 2014 | Original Album Series Warner Music (WMG) | ES79 (5 Wo.)ES | — | — | — | Erstveröffentlichung: 2014                    |

grau schraffiert: keine Chartdaten aus diesem Jahr verfügbar

## Statistik

### Chartauswertung
|                     | ES     | CH    | US    | Latin        |
| ------------------- | ------ | ----- | ----- | ------------ |
| Nummer-eins-Alben   | ES13ES | CH—CH | US—US | Latin4Latin  |
| Top-10-Alben        | ES17ES | CH—CH | US—US | Latin11Latin |
| Alben in den Charts | ES24ES | CH1CH | US6US | Latin14Latin |

|                       | ES     | DE    | AT    | CH    | US    | Latin        |
| --------------------- | ------ | ----- | ----- | ----- | ----- | ------------ |
| Nummer-eins-Singles   | ES4ES  | DE—DE | AT—AT | CH—CH | US—US | Latin5Latin  |
| Top-10-Singles        | ES11ES | DE1DE | AT1AT | CH1CH | US—US | Latin10Latin |
| Singles in den Charts | ES36ES | DE1DE | AT1AT | CH1CH | US2US | Latin28Latin |

|                          | ES    | CH    | US    | Latin       |
| ------------------------ | ----- | ----- | ----- | ----------- |
| Nummer-eins-Videoalben   | ES1ES | CH—CH | US—US | Latin—Latin |
| Top-10-Videoalben        | ES3ES | CH—CH | US—US | Latin—Latin |
| Videoalben in den Charts | ES3ES | CH—CH | US—US | Latin—Latin |

### Auszeichnungen für Musikverkäufe
| Goldene Schallplatte - Argentinien - 1993: für das Album Viviendo deprisa - 2004: für das Album Grandes éxitos 97-04 - Brasilien - 1999: für das Album Más - 2005: für das Album MTV Unplugged - 2013: für das Album La música no se toca - 2023: für die Single Mi Persona Favorita - Chile - 2015: für das Album Sirope - Dänemark - 2007: für die Single La Tortura - Ecuador - 2013: für das Album La música no se toca - 2016: für die Single Deja que te bese - 2020: für das Album #ElDisco - Italien - 2019: für die Single La Tortura - Kolumbien - 2016: für das Album Sirope - 2016: für die Single Deja que te bese - 2020: für das Album #ElDisco - Mexiko - 2004: für das Videoalbum MTV Unplugged - 2005: für das Album Grandes éxitos 91-96 - 2007: für den Ringtone La Tortura - 2008: für den Ringtone Te Lo Agradezco, Pero No - 2012: für das Album Colección definitiva - 2020: für die Single Déjala que baile - 2025: für das Album #ElDisco - Peru - 2013: für das Album La música no se toca - 2016: für die Single Deja que te bese - 2020: für das Album #ElDisco - Spanien - 2024: für das Lied La Fuerza Del Corazón - 2024: für das Lied Mi soledad y yo - Uruguay - 2013: für das Album La música no se toca - Venezuela - 2013: für das Album La música no se toca | Platin-Schallplatte - Argentinien - 1993: für das Album Si tú me miras - 1996: für das Album Básico - 2000: für das Album Discografía Completa: Edición Especial Gira 98 - 2001: für das Videoalbum Los Videos - 2003: für das Videoalbum MTV Unplugged - 2006: für das Album El tren de los momentos - 2016: für das Album Sirope - 2020: für das Album #ElDisco - Brasilien - 2023: für die Single La Tortura - Chile - 2021: für das Album #ElDisco - Ecuador - 2016: für das Album Sirope - Europa - 2000: für das Album El alma al aire - Kanada - 2024: für die Single La Tortura - Mexiko - 2009: für das Album Paraíso Express - 2016: für das Album Sirope - 2017: für die Single Deja que te bese - 2025: für die Single La Tortura - Peru - 2016: für das Album Sirope 3× Goldene Schallplatte - Mexiko - 2006: für das Album El tren de los momentos - 2013: für das Album La música no se toca - 2017: für die Single A Que No Me Dejas | 2× Platin-Schallplatte - Argentinien - 2001: für das Album MTV Unplugged - Europa - 1999: für das Album Más - Kolumbien - 2013: für das Album La música no se toca - Mexiko - 2002: für das Album MTV Unplugged - 2003: für das Album No es lo mismo 5× Goldene Schallplatte - Mexiko - 2000: für das Album El alma al aire 3× Platin-Schallplatte - Argentinien - 1995: für das Album 3 - 2000: für das Album El alma al aire - 2004: für das Album No es lo mismo - Mexiko - 1999: für das Album Más 7× Goldene Schallplatte - Mexiko - 2017: für die Single Un zombie a la Intemperie 5× Platin-Schallplatte - Argentinien - 1997: für das Album Más Diamantene Schallplatte - Brasilien - 2023: für die Single Camino de rosas 2× Diamantene Schallplatte - Brasilien - 2023: für die Single No me compares - Mexiko - 2025: für die Single La Tortura |

Anmerkung: Auszeichnungen in Ländern aus den Charttabellen bzw. Chartboxen sind in ebendiesen zu finden.
| Land/RegionAuszeichnungen für Musikverkäufe (Land/Region, Auszeichnungen, Verkäufe, Quellen) | Gold       | Platin         | Diamant     | Verkäufe    | Quellen                                                     |
| -------------------------------------------------------------------------------------------- | ---------- | -------------- | ----------- | ----------- | ----------------------------------------------------------- |
| Argentinien (CAPIF)                                                                          | 2× Gold2   | 24× Platin24   | —           | 1.196.000   | capif.org.ar AR2                                            |
| Brasilien (PMB)                                                                              | 4× Gold4   | Platin1        | 3× Diamant3 | 1.250.000   | pro-musicabr.org.br                                         |
| Chile (IFPI)                                                                                 | Gold1      | Platin1        | —           | 10.000      | Einzelnachweise                                             |
| Dänemark (IFPI)                                                                              | Gold1      | —              | —           | 7.500       | Einzelnachweise                                             |
| Deutschland (BVMI)                                                                           | Gold1      | —              | —           | 150.000     | musikindustrie.de                                           |
| Ecuador (SOPROFON)                                                                           | 3× Gold3   | Platin1        | —           | 15.000      | Einzelnachweise                                             |
| Europa (IFPI)                                                                                | —          | 3× Platin3     | —           | (3.000.000) | ifpi.org (Memento vom 1. Januar 2014 im Internet Archive)   |
| Italien (FIMI)                                                                               | Gold1      | —              | —           | 25.000      | fimi.it                                                     |
| Kanada (MC)                                                                                  | —          | Platin1        | —           | 80.000      | musiccanada.com                                             |
| Kolumbien (ASINCOL)                                                                          | 3× Gold3   | 2× Platin2     | —           | 35.000      | Einzelnachweise                                             |
| Mexiko (AMPROFON)                                                                            | 12× Gold12 | 19× Platin19   | 2× Diamant2 | 3.175.000   | amprofon.com.mx                                             |
| Österreich (IFPI)                                                                            | Gold1      | —              | —           | 15.000      | ifpi.at                                                     |
| Peru (UNIMPRO)                                                                               | 3× Gold3   | Platin1        | —           | 43.000      | Einzelnachweise                                             |
| Schweiz (IFPI)                                                                               | Gold1      | —              | —           | 15.000      | hitparade.ch                                                |
| Spanien (Promusicae)                                                                         | 18× Gold18 | 123× Platin123 | —           | 10.660.000  | elportaldemusica.es ES2                                     |
| Uruguay (CUD)                                                                                | Gold1      | —              | —           | 2.000       | cudisco.org (Memento vom 8. April 2015 im Internet Archive) |
| Venezuela (APFV)                                                                             | Gold1      | —              | —           | 5.000       | Einzelnachweise                                             |
| Vereinigte Staaten (RIAA)                                                                    | 3× Gold3   | 16× Platin16   | 3× Diamant3 | 2.870.000   | riaa.com                                                    |
| Insgesamt                                                                                    | 56× Gold56 | 192× Platin192 | 8× Diamant8 |             |                                                             |